# محمد العارف الهواري
محمد العارف الهواري عالم مصري المولد وكندي الجنسية له إسهامات متعددة في مجالات الهندسة الكهربائية وخوارزميات الحلول المثلى (الإستمثال الرياضي) الكلاسيكية منها والحديثة وكذلك في مجالات المنطق الضبابي وشبكات العصبونات الاصطناعية. الهواري باحث يهتم بشكل عام في مواضيع الرياضيات العددية، الهندسة الكهربائية، والذكاء الحسابي الحديث. الأستاذ الدكتور محمد الهواري يعمل في قسم الهندسة الكهربائية والحاسوب بجامعة الدالهاوسي، هاليفاكس، نوفا سكوشا، كندا.
الأستاذ الهواري خدم كرئيس عام للعديد من المؤتمرات العالمية التي تقام تحت رعاية معهد مهندسي الكهرباء والإلكترونيات العالمي IEEE. وهو محاضر معروف في جمعية الطاقة والقدرة IEEE-PES، جمعية التطبيقات الصناعية IEEE-IAS، والفرع الكندي لمعهد مهندسي الكهرباء والإلكترونيات IEEE-Canada. بالإضافة لكون الهواري زميل لـ IEEE، فهو كذلك زميل لمعهد الهندسة بكندا EIC، الجمعية الكهربائية الكندية CAE، والمجلس الكندي للمهندسين المحترفين CCPE. للهواري العديد من المؤلفات العلمية، حيث حسب آخر تحديث للإحصائية في شهر يوليو 2015: 11 كتابا في الهندسة الكهربائية، أكثر من 160 ورقة مدرجة في المجلات العلمية المرموقة، أكثر من 200 ورقة مؤتمر عالمي، وكذلك أشرف على أكثر من 60 طالب دراسات عليا في تخصصات الهندسة الكهربائية والذكاء الحسابي. الهواري إستشاري وخبير في التدريس لأكثر من 40 عاما.

## السيرة الذاتية

### الحياة الشخصية
الهواري ولد في سوهاج، مصر، كـ محمد العارف الهواري - لأب مصري «محمود فهمي الهواري» في الثالث من فبراير لعام 1943م، وعاش معظم حياته في مصر في الإسكندرية. الهواري تخرج من مدرسة العباسية الثانوية، الإسكندرية، عام 1960م - بشهادة الثانوية العامة وأدرج اسمه في لائحة المتفوقين آنذاك مما أهله بجدارة لدخول جامعة الإسكندرية بهدف دراسة البكالريوس في تخصص هندسة القدرة الكهربائية، حيث كان القبول يتم وفق شروط تنافسية صارمة في تلكم الفترة.
بالرجوع لتلك الحقبة من الزمن، يمكن خلاصة أن البروفيسور الهواري عاصر أبان شبابه حكم فؤاد الأول، وابنه فاروق الأول، وكذلك آخر ملوك مصر أحمد فؤاد الثاني الذي أستمر في الحكم لسنة واحدة فقط قبل أن يتم إلغاء عهد الملكية من خلال ثورة 1952م في الثامن عشر من يونيو لعام 1953م.
أيضاً، عاصر الهواري - قبل هجرته من مصر -، تنصيب محمد نجيب كأول رئيس جمهوري، وكذلك عاصر أجزاء من حكم جمال عبدالناصر وما أستتبعتها من أحداث، كإندماج مصر وسوريا في كيان واحد عرف بأسم الجمهورية العربية المتحدة.
في عام 1965، تخرج الهواري بشهادة البكالريوس، وبسبب تميزه حصل على ابتعاث من جامعة ألبرتا (مقاطعة ألبرتا، إدمونتون، كندا) لدراسة الدكتوراه في نفس الحقل، وكانت ما بين 1968-1972م. وقبل سفره لكندا، تزوج الهواري من الآنسة فريال البيباني، المرأة التي أصبحت فيما بعد أستاذة جامعية في علم المحيطات ورئيسة IEEE-Canada ما بين عامي 2008-2009م، وكذلك أما لولدين - روبرت (بوب) والدكتور رون الهواري، وابنة بيتي الهواري.

### الحياة الأكاديمية
الهواري أستاذ دكتور جامعي عمل في هندسة الكهرباء والكمبيوتر بالجامعة التقنية لنوفا سكوشيا، قبل أن تندمج مع جامعة دالهاوسي وتصبح كيانا يعرف بـ دالتيك «دالهاوسي تكنولوجي». خدم في هذه المهمة منذ عام 1981م وحتى هذه اللحظة (أي ما يقارب 35 سنة). كذلك عمل الهواري كعميد مشارك لكلية الهندسة لمدة 12 سنة منذ يوليو 1995م وحتى يونيو 2007م، وكذلك عمل لمدة 6 سنوات كرئيس مجلس الجامعة.
ما بين يناير 1974م إلى ديسمبر 1980م، عمل الهواري في كلية الهندسة بجامعة ميموريال في نيوفاوندلاند وكان رئيسا للهندسة الكهربائية. كذلك عمل كأستاذ مشارك في الهندسة الكهربائية بـ الجامعة الفيدرالية لريو دي جانيرو، البرازيل، في الفترة ما بين مايو 1972م إلى ديسمبر 1973م. كان محاضرا في جامعتي ألبرتا والإسكندرية أثناء دراسته. وهو من خريجي 1960م لأحد مدارس الثانوية المرموقة بالإسكندرية والمعروفة بـ مدرسة العباسية الثانوية. وكذلك من خريجي 1965م لجامعة الإسكندرية بشهادة البكالريوس. وهو مبتعث وخريج جامعة ألبرتا، مقاطعة ألبرتا، إدمونتون، كندا، بشهادة الدكتوراه.
الهواري مسجل كمهندس محترف في جمعية المهندسين المحترفين بنوفا سكوشيا. في عام 1975م، كان عضوا في اللجنة التأسيسية المسؤولة عن إصدار المعايير الخاصة بمعهد مهندسي الكهرباء والإلكترونيات، قسم مقاطعة نيوفاوندلاند واللابرادور، كندا، حيث خدم في عدة مهام منها. الهواري حاليا رئيس لجنة المطبوعات بالفرع الكندي لمعهد مهندسي الكهرباء والإلكترونيات العالمي، وكذلك ترأس لجنة الاعترافات والجوائز فيه ما بين عام 1994-1998م، ورئيس فريق الاعتراف العامل للجنة هندسة أنظمة الطاقة بمعهد مهندسي الكهرباء والإلكترونيات، وهو رئيس اللجنة الرئيسية المسؤولة عن الجوائز الورقية، وكذلك عضواً بمجلس الجوائز بالمعهد.
للهواري إسهامات تطوعية كثيرة بالمعهد العالمي لمهندسي الكهرباء والإلكترونيات. فقد خدم كرئيس اللجنة الفرعية للتعليم مدى الحياة التابعة للجنة التعليم بهندسة الطاقة، ورئيسا للتشغيل الإقتصادي للجنة الفرعية من جمعية هندسة الطاقة، وهو عضواً في لجنة تحرير موسوعة هندسة الكهرباء والكمبيوتر التابعة لـ IEEE/OUP. الهواري مؤسس محرر لرسائل الطاقة بجمعية هندسة الطاقة، ومحرر مشارك في ثلاث من المجلات الرئيسية في المحركات الكهربائية وأنظمة الطاقة. وهو محاضر معروف في جمعية الطاقة والقدرة IEEE-PES، جمعية التطبيقات الصناعية IEEE-IAS، والفرع الكندي لمعهد مهندسي الكهرباء والإلكترونيات IEEE-Canada. كذلك هو محرر للخبراء الحاليين بالمعهد العالمي في سلسلة هندسة الطاقة، وهندسة الطاقة الكهربائية، موسوعة دار نشر مجرو-هيل الخاصة بالعلوم والتكنولوجيا.
الأستاذ الدكتور الهواري كان رئيسا للجمعية الكندية للهندسة الكهربائية ونائبا للرئيس لمعهد الهندسة بكندا ما بين عام 1986-1988م. وفي أحيان كثيرة يعمل كمدرس وإستشاري لعروض التطوير المهني في أجزاء عديدة من العالم. الهواري رائد في العديد من الحسابات التحليلية والعددية الخاصة بحل المشاكل المستعصية في أنظمة الطاقة الكهربائية الحديثة التي تدخل فيها العديد من التكنولوجيات والتقنيات المختلفة في محركات التوليد: الحرارية، الشلالات، النووية، الشمسية، الهوائية، المد والجزر، وغيرها من مصادر الطاقة المتجددة والمستدامة.
اهتمامات الهواري البحثية تغطي معظم حقول هندسة الطاقة الكهربائية، شاملة: التدفق والتدفق الأمثل للطاقة، التشغيل والتخطيط التشغيلي لأنظمة الطاقة، الاستقرارية والتحكم لأنظمة الطاقة، الحماية والمرحلات لأنظمة الطاقة، تصميم المحركات، الشبكات الذكية والحديثة، الطاقة المتجددة، الأنظمة الضبابية وتطبيقاتها في هندسة الطاقة الكهربائية، شبكات العصبونات الصناعية وتطبيقاتها في هندسة الطاقة الكهربائية. كل هذه المجالات بالإمكان رؤيتها تتجلى في أبحاثه الغزيرة التي حسب آخر إحصائية (يوليو 2015): 11 كتابا في الهندسة الكهربائية، أكثر من 160 ورقة مدرجة في المجلات العلمية المرموقة، أكثر من 200 ورقة مؤتمر عالمي، وكذلك أشرف على أكثر من 60 أطروحة دراسات عليا في تخصصات الهندسة الكهربائية والذكاء الحسابي.
من خلال ملاحظة أبحاث العالم الهواري، بالإمكان ملاحظة انه كان مبتكراً ورائداً للعديد من الخوارزميات الجديدة وكذلك مطوراً ومحدثاً للعديد من الخوارزميات الأخرى المشهورة في الأوساط العلمية. أيضاً، للهواري العديد من الدراسات الخاصة بنظام الكهرباء الكندي والفرص المتاحة لإستغلال الطاقة المتجددة في كندا. بالإضافة لذلك، الهواري له بعض الإسهامات في تطوير المعايير المتبعة في ANSI/IEEE وIEC.

## الإنجازات

### العمل
1. الجامعة الفيدرالية لريو دي جانيرو، ريو دي جانيرو، البرازيل | بروفيسور - من مايو 1972م إلى ديسمبر 1973م
2. جامعة ميموريال في نيوفاوندلاند، مقاطعة نيوفاوندلاند واللابرادور، كندا | بروفيسور - من يناير 1974م إلى ديسمبر 1980م
3. جامعة دالهاوسي، نوفا سكوشا، هاليفاكس، كندا | بروفيسور - من سبتمبر 1981م حتى هذه اللحظة

### التعليم
1. مدرسة العباسية الثانوية، الإسكندرية، مصر | خريج 1960م - شهادة الثانوية العامة «تميز»
2. جامعة الإسكندرية، الإسكندرية، مصر | خريج 1965م - شهادة البكالريوس في هندسة الطاقة الكهربائية «تميز»
3. جامعة ألبرتا، مقاطعة ألبرتا، إدمونتون، كندا | خريج 1972م - شهادة الدكتوراه

### الزمالة
- معهد مهندسي الكهرباء والإلكترونيات[33]
- معهد الهندسة بكندا[34]
- الجمعية الكهربائية الكندية[35]
- المجلس الكندي للمهندسين المحترفين[36]

### الجوائز والميداليات
- 1999: IEEE Canada General A.G.L. McNaughton Gold Medal[9]
- 1999: IEEE Educational Activities Board Meritorious Achievement Award[37]
- 2001: EIC Canadian Pacific and the Julian C. Smith Medals[11]
- 2010: IEEE Canada W.S. Read Outstanding Service Medal[12]
- ????: IEEE Power Engineering Educator of the Year Award[38]

### المناصب
- رئيس ونائب الرئيس للجنة التطوير بـ IEEE Canadian Foundation
- رئيس سابق لـ IEEE Canada
- مدير عام للكثير من المؤتمرات العلمية العالمية
- عميد مشارك لكلية الهندسة ومدير مجلس الشيوخ بجامعة دالهاوسي

### مواقع إلكترونية
- صفحة الهواري في الفرع الكندي لمعهد مهندسي الكهرباء والإلكترونيات: http://www.ieeecanadianfoundation.org/EN/bios/mo.php
- صفحة الهواري بجوجل سكولار: https://scholar.google.ca/citations?user=T8Di9bYAAAAJ&hl=en&authuser=1
- صفحة الهواري بموقع مرجع علوم الكمبيوتر: http://dblp.uni-trier.de/pers/hd/e/El=Hawary:Mohamed_E=
- صفحة الهواري بموقع ريسيرش جيت: https://www.researchgate.net/profile/Mo_El-Hawary

## الانتقادات
توجه العديد من الانتقادات للهواري بسبب رفضه للتدريس في محاضراته والتحدث عن اموره الشخصية بدلاً عن ذلك.